# Chilaphrodesmus rubellus
Chilaphrodesmus rubellus är en mångfotingart som beskrevs av Loomis 1934. Chilaphrodesmus rubellus ingår i släktet Chilaphrodesmus och familjen Fuhrmannodesmidae. Inga underarter finns listade i Catalogue of Life.